# 圣热尔梅德弗利
圣热尔梅德弗利（法語：Saint-Germer-de-Fly，法語發音：[sɛ̃ ʒɛʁmɛʁ də fli]）是法国瓦兹省的一个市镇，属于博韦区。

## 地理
圣热尔梅德弗利（49°26'35"N, 1°46'53"E）面积19.9 平方千米，位于法国上法蘭西大區瓦兹省，该省份为法国北部内陆省份，北起索姆省，西接厄尔省和滨海塞纳省，南至塞纳-马恩省和瓦兹河谷省，东临埃纳省。
与圣热尔梅德弗利接壤的市镇（或旧市镇、城区）包括：勒库德赖圣热尔梅、布赖地区屈日、布赖地区皮瑟、圣皮埃尔埃尚、瑟南特、布赖地区费里耶尔、布赖地区古尔奈、维莱叙欧希。
圣热尔梅德弗利的时区为UTC+01:00、UTC+02:00（夏令时）。

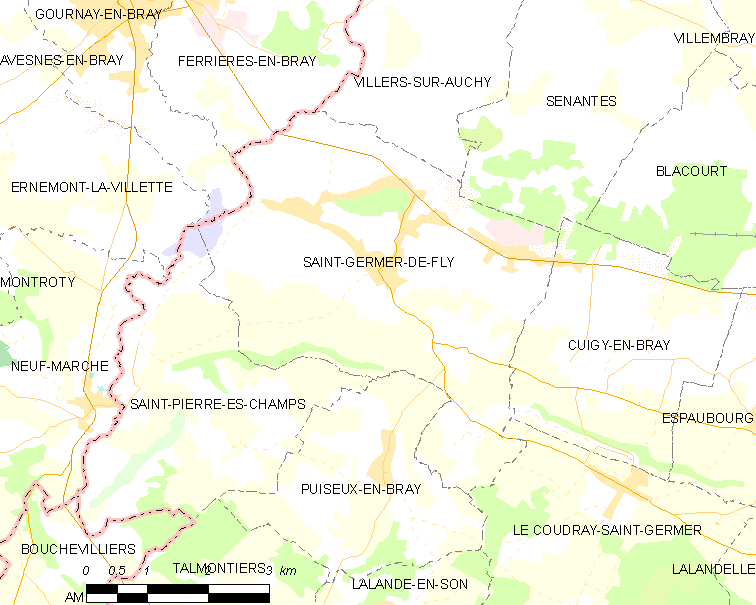
圣热尔梅德弗利的OSM定位图

## 行政
圣热尔梅德弗利的邮政编码为60850，INSEE市镇编码为60577。

## 政治
圣热尔梅德弗利所属的省级选区为格朗维利耶县。

## 人口

1962-2008年间圣热尔梅德弗利人口变化图示

圣热尔梅德弗利于2022年1月1日时的人口数量为1680人。